# 小行星6875
小行星6875（英語：6875）是一颗围绕太阳公转的小行星。1994年7月4日，埃莉諾·赫琳在帕洛马山发现了此天体。
这颗小行星的绝对星等为268.336318373676等。